# Henryk Słoczyński
Henryk Marek Słoczyński (ur. 1953) – polski historyk historiografii. 

## Życiorys
Doktorat Poglądy Józefa Szujskiego na dzieje Polski obronił w 1998 na Wydziale Historycznym Uniwersytetu Jagiellońskiego (promotor: Mirosław Frančić). Habilitacja Światło w dziejarskiej ciemnicy. Koncepcja dziejów i interpretacja przeszłości Polski Joachima Lelewela tamże w 2012. Pracuje w Zakładzie Dziejów Historiografii i Metodologii Historii Instytutu Historii UJ. Zajmuje się dziejami polskiej myśli historycznej w XIX wieku oraz malarstwem historycznym Jana Matejki. 

## Wybrane publikacje
- Matejko, Wrocław: Wydawnictwo Dolnośląskie 2000.
- Jan Matejko, Kraków: Kluszczyński 2005.
- Światło w dziejarskiej ciemnicy: koncepcja dziejów i interpretacja przeszłości Polski Joachima Lelewela, Kraków: Towarzystwo Wydawnicze "Historia Iagellonica" 2010.
- Jan Matejko, Ożarów Mazowiecki: Wydawnictwo Olesiejuk 2015.